# رودولف هاوزر
رودولف هاوزر (انگلیسی: Rudolf Hauser؛ زادهٔ ۲۲ نوامبر ۱۹۳۷) دوچرخه‌سوار اهل سوئیس است.